# حملة عدن

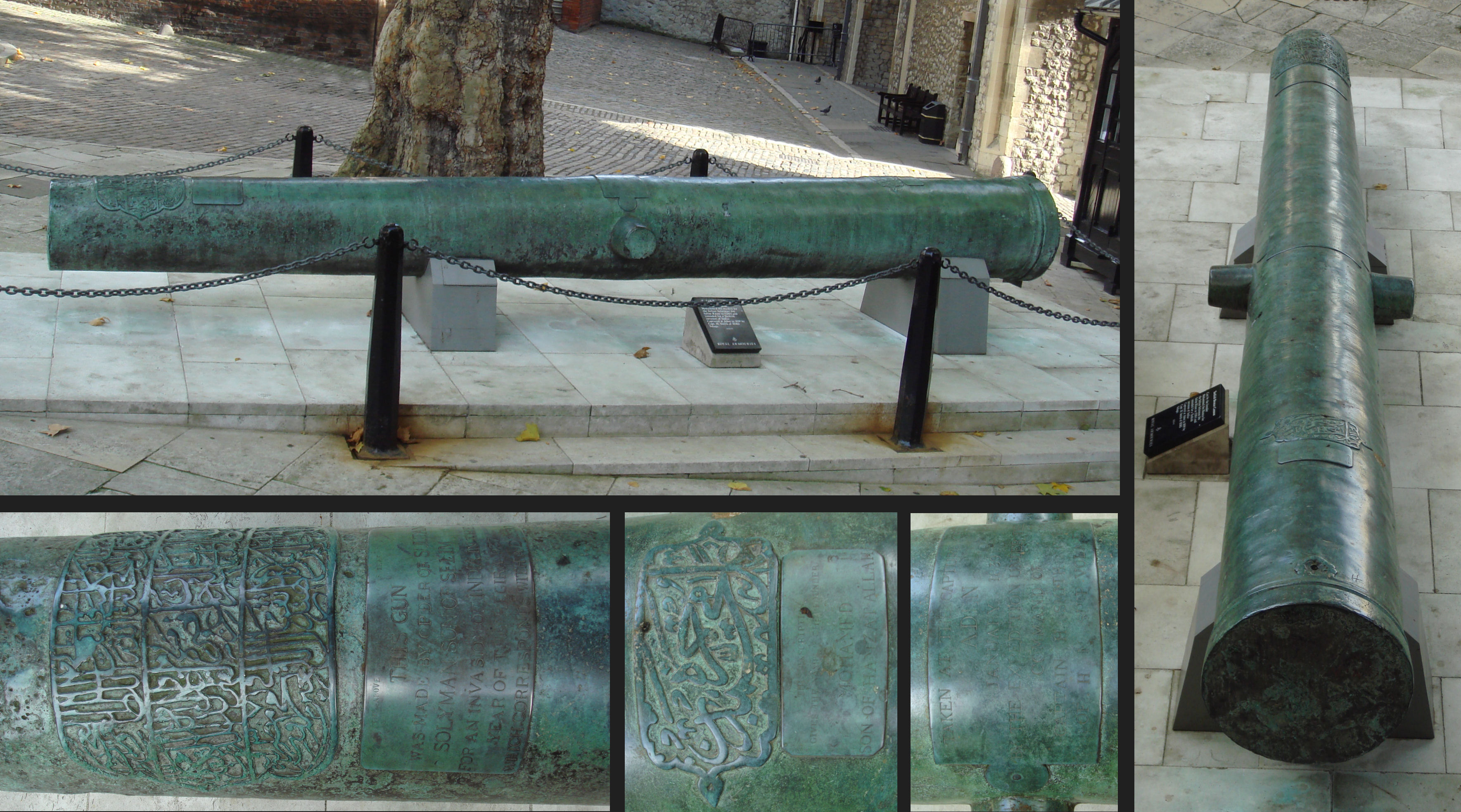
مدفع صنع في عام 1531 للغزو العثماني للهند، وقد استولت عليه البحرية الملكية في صيرة في عام 1839 ويتم عرضه الآن في برج لندن.

كانت حملة عدن عملية بحرية نفذتها البحرية الملكية البريطانية في يناير 1839. بعد قرار بريطانيا الاستحواذ على ميناء عدن كمحطة فحم للسفن البخارية المبحرة على طريق السويس - بومباي الجديد، قاوم سلطان لحج صاحب عدن، مما أدى إلى سلسلة من المناوشات بين الجانبين. رداً على الأحداث، تم إرسال قوة من السفن الحربية وجنود شركة الهند الشرقية إلى شبه الجزيرة العربية. ونجحت الحملة في هزيمة المدافعين العرب الذين سيطروا على القلعة في جزيرة صيرة واحتلت ميناء عدن القريب.

## ترتيب المعركة
البحرية الملكية :
- إتش إم إس فولاج، فرقاطة (28 مدفع)
- إتش إم إس كوت، حراقة (18 مدفع)
- إتش إم إس كروزر، بريغ (18 مدفع)
- إتش إم إس ماهي، سكونة (5 مدافع)

### فهرس
- كلوز، ويليام (1901). البحرية الملكية: تاريخ من أقدم العصور حتى المجلد السادس الحالي. لندن، إنجلترا: وليام كلوز وأولاده.
- بلايفاير، روبرت ل. (1859). تاريخ العربية السعيدة أو اليمن، من بداية العصر المسيحي حتى الوقت الحاضر: بما في ذلك سرد للاستيطان البريطاني في عدن. مطبعة جمعية التعليم.